# Christopher Booker
Pour les articles homonymes, voir Booker (homonymie).
Christopher John Penrice Booker (né le 7 octobre 1937 à Eastbourne et mort le 3 juillet 2019) est un auteur et journaliste britannique.
Il a été l'un des cofondateurs du magazine Private Eye en 1961 et y a contribué depuis.
Il a aussi été l’un des journalistes du journal The Sunday Telegraph (à partir de 1990). Il a pris position contre le consensus scientifique relatif à plusieurs questions d’environnement et de santé publique, dont celui sur le réchauffement climatique, le lien entre tabagisme passif et cancer, et les dangers posés par l'amiante.
En 2009, il a publié The Real Global Warming Disaster qui nie la réalité du changement climatique. Dans les années 1990, en collaboration avec Richard North, Booker a aussi écrit et publié des textes qui ont contribué à l’historiographie populaire eurosceptique, quoique académiquement contestée, de l'Union européenne. Le plus connu de ces pamphlets contre l’Union européenne est The Great Deception. (En anglais, « deception » signifie « tromperie » ou « illusion ».)
En outre, il a écrit des livres connexes comme The Castle of Lies (le château des mensonges) publié en 1997 qui critiquent à la fois la bureaucratie européenne et britannique de l’époque,.
Ses articles, notamment dans le Sunday Telegraph concernent souvent les affaires de droit de la famille ou une critique des administrations (européennes notamment ou des services sociaux anglais, des énergies renouvelables, de radars visant à limiter la vitesse sur route, les quotas de pêche…

## Biographie
Ses parents, qui ont fondé l'école des filles de Knighton House l'envoient étudier à la Dragon School d’Oxford, puis à la Shrewsbury School. Il part ensuite au Corpus Christi College de Cambridge, où il se spécialise dans l’Histoire.

### Carrière

#### Années 1960
En 1961 avec ses collègues Salopiens (Richard Ingrams et Willie Rushton) il fonde Private Eye (journal) en est le premier éditeur. Il en sera évincé par Ingrams en 1963 puis y reviendra en 1965 pour rester membre de l'équipe des satiristes et humoristes (avec Ingrams, Barry Fantoni et l'éditeur actuel Ian Hislop). Il a dit y avoir vécu parmi les moments des plus hilarants de sa vie.
De 1959 à 1962 il travaille pour le Daily Telegraph et le Sunday Telegraph comme critique de jazz.

En 1962, il devient scénariste d’une émission satirique sur la politique publiée par la BBC dénommée That Was The Week That Was, brossant notamment des portraits satiriques du ministre britanniques de l'Intérieur Henry Brooke et du Premier ministre Sir Alec Douglas-Home.
De 1964 il devient l’un des chroniqueur dans The Spectator, d'une vielle revue polémiste créée en 1828, proche du Parti conservateur, où il écrit principalement sur les médias (presse et TV).
En 1969 il publie The Neophiliacs : A Study of the Revolution in English Life in the Fifties and Sixties, une analyse très critique du rôle joué par le fantasme dans le vie sociale des années 1950 et 1960s.

#### Années 1970
Au début des années 1970, il s’inscrit dans un mouvement de lutte contre l'urbanisme des tours et plus généralement contre l’architecture moderne. En 1973, il publie Goodbye London (écrit avec la fille de John Betjeman, Candida Lycett Green). Avec Bennie Gray il est élu le journaliste de l'année de l'IPC pour la mention « Campaigning ».
Au milieu des années 1970, il contribue régulièrement à un quiz sur l'émission littéraire (BBC) de Melvyn Bragg intitulée Read All About It, et il revient dans le journal The Spectator comme contributeur hebdomadaire (1976-1981). Il est aussi critique littéraire pour The Sunday Telegraph.
En 1979 il produit un documentaire pour la BBC sur l'architecture moderniste (City of Towers).

#### Années 1980
En 1980, il publie The Seventies : Portrait Of A Decade.

Il couvre les Jeux olympiques d'été de 1980 à Moscou pour le Daily Mail, publiant l'année suivante The Games War : A Moscow Journal.

Entre 1988 et 1990, il écrit pour The Daily Telegraph dans The Way of the World, une chronique satirique quotidienne créée par Michael Wharton) puis en 1990, il devient chroniqueur hebdomadaire au Sunday Telegraph.
De 1986 à 1990, il suit une enquête détaillée menée par le brigadier Tony Cowgill, relative à des accusations largement répandues selon lesquelles de hauts responsables britanniques, dont Harold Macmillan auraient commis un crime de guerre en livrant des milliers de prisonniers (cosaques et yougoslaves) à des communistes à la fin de la Seconde Guerre mondiale (en 1945). Le rapport sur ces évènements, publié en 1990 présentait ces événements sous un jour très différent de ce que Booker estimait être la réalité ; il publiera plus tard une longue analyse et controverse dans A Looking Glass Tragedy (1997).

#### Après 1990
À partir de 1992 il se concentre sur le rôle joué dans la vie des Anglais par ce qu’il estime être la bureaucratie, et notamment par les directives et règlements européens, en collaboration professionnelle avec le blogger Richard North, qui co-écrit avec lui une série de livres, dont The Mad Officials: How The Bureaucrats Are Strangling Britain (1994); The Castle of Lies (1996); The Great Deception (2003) une histoire critique de l’Union européenne, qui contribueront à la diffusion d’une europhobie au Royaume-Uni, qui a conduit au Brexit.
Au tout début de la crise de 2007, il publie Scared To Death: From BSE To Global Warming, Why Scares Are Costing Us The Earth, un ouvrage reprenant un thème qu’il avait déjà traité (le fantasme et la peur comme moteur de nos actions) mais en l’illustrant cette fois notamment par la crise de l'ESB et le réchauffement planétaire qui selon lui sont des constructions faites pour nous manipuler durant les dernières décennies par le « phénomène de la peur ».
En 2004, il publie The Seven Basic Plots : Why We Tell Stories qui est une analyse jungienne (voire freudienne) des histoires archétypales (Booker y développe l'idée préexistante qu'il existe 7 formes principales de récits) que l’on raconte depuis des siècles ou millénaires, qui sont présentes dans les mythes, et de leurs significations sociopsychologiques. Ce livre de 370 pages a été rejeté par Adam Mars-Jones, qui oppose à Booker le fait qu’il fait des généralisations trop importantes sur les patterns/structures conventionnelles des histoires de base : selon Mars-Jones, Booker établit ses propres critères pour l'art, et finit par condamner Rigoletto, La Cerisaie d'Anton Tchekhov, Wagner, Proust, Joyce, Kafka and Lawrence - et bien d’autres - tout en faisant l'éloge de Crocodile Dundee, E.T. et Terminator 2.

Fay Weldon a écrit en 2013 à propos de cet ouvrage : « C’est le livre le plus extraordinaire et jubilatoire, il m'a toujours semblé que 'l'histoire' était la façon dont Dieu donne du sens à la création brute. Booker interprète maintenant l'esprit de Dieu, et analyse non seulement le roman - qui ne sera jamais plus tout à fait le même pour moi - mais place le récit des affaires humaines contemporaines dans une nouvelle perspective. S'il a fallu toute une vie à son auteur pour l’écrire, on ne peut que ressentir de la gratitude pour cela » Roger Scruton described it as a "brilliant summary of story-telling". De son côté Roger Scruton l'a décrit comme un « brillant résumé de ce qu’est le story-telling ». Le chroniqueur anglais James Delingpole dans The Spectator (qui emploie Booker) le décrit en 2009 comme capable de creuser, de prendre des contacts, d’étudier les détails d’un texte, de défendre la cause de l’homme modeste et de faire campagne, de dire des vérités au pouvoir « sans craintes ni faveurs ».

### Famille
Christopher Booker a été marié à la romancière Emma Tennant durant 5 ans (de 1963 à 1968) puis à Christine Verity, avant d’épouser en 1979 Valérie Patrick, avec qui il a deux fils ; ils habitent à Somerset.

## Points de vue sur la science
Une idée chère à Christopher Booker, longuement défendue dans son livre Scared to Death est que le public est inutilement « effrayé » par les médias et la science.

Pour illustrer cette opinion il n’hésite pas à s’opposer à des consensus scientifiques et techniques largement établis, en cherchant à les discréditer en reprenant à son compte l’avis de grands lobbies (du tabac, de l’amiante ou climatosceptiques notamment) ; il affirme ainsi que les dangers de l'amiante, du tabagisme passif et de l’ESB (encéphalopathie spongiforme bovine) n'ont jamais été démontrés. Ces affirmations ont suscité beaucoup de critiques de la part d'autres journalistes, mais aussi d'organismes publics ou même d’auteurs qu’il cite et qui estiment que leur propos a été détourné.

En particulier ses articles et propos sur l’’innocuité de l’amiante et sur le réchauffement climatique ont été maintes fois contestés, dont par George Monbiot de The Guardian,; Le Health and Safety Executive britannique (HSE) a réfuté à plusieurs reprises ses allégations sur l’amiante que Booker (en s’appuyant sur le « principe de l’équivalence en substance ») persiste néanmoins à décrire comme sans danger car « chimiquement identique à la poudre de talc » et présentant un risque « inexistant » pour la santé humaine, en se basant principalement sur un document de 2000 rédigé pour le HSE par John Hodgson et Andrew Darnton.
Il a écrit en janvier 2002 que "des études HSE, dont un article de John Hodgson et Andrew Darnton en 2000, ont conclu que le risque de la substance était" pratiquement nul ". En réponse, le directeur général du HSE de l’époque (Timothy Walker) a précisé une première fois (dès février 2002 dans le journal The Telegraph) que les propos de Booker sur l’amiante sont irresponsables, mal informés et ne contribuant guère à sensibiliser le public à un problème très important de santé au travail. » Le HSE a ensuite plusieurs fois réfuté des articles rédigés par Booker : en 2005, et en 2006,. Dans un article publié en mai 2008, Booker cite pourtant à nouveau l'article de Hodgson et Darnton, affirmant qu '"ils concluaient que le risque de contracter le mésothéliome à partir d'amiante ciment blanc était" insignifiant ", conduisant à une nouvelle réponse du HSE qui dénonce un nouvel article « substantiellement trompeur », et à une réponse de George Monbiot reprochant à Booker de dénaturer les conclusions des auteurs. Les assertions clamées par Booker sont analysées par Richard Wilson dans son livre Do not Get Foo (2008). Wilson y souligne aussi que Booker s’appuie de manière répétée sur une supposée expertise scientifique de John Bridle, lequel a été condamné en 2004 en vertu du Trade Descriptions Act du Royaume-Uni pour de fausses affirmations sur ses qualifications d’expert scientifique dans le domaine de l’asbestose.

## Christopher Booker et le climat
Christopher Booker est climatosceptique et dans ses écrits volontiers polémiste sur le sujet.

Il oscille alors entre le déni du changement climatique, les attaques contre le GIEC et son président, avec une présentation complotiste du sujet (le GIEC selon lui chercherait à manipuler le public en lui faisant croire que les glaces polaires fondent, que la mer monte et que le climat se réchauffe, et son président serait en situation de conflit d'intérêts financier) ; en 2009 il qualifie l’idée de changement climatique de « pire scandale scientifique de notre génération » (il est de la génération née en 1937, qui a connu la guerre, mais aussi les trente Glorieuses) ; il a aussi écrit en 2010 dans The Telegraph que la loi anglaise de 2008 sur le changement climatique était « la mesure législative la plus coûteuse jamais adoptée par le Parlement » et qu'elle coûterait probablement des centaines de milliards de dollars au cours des 40 prochaines années.
En mai 2009, C. Booker prend la parole lors d'une conférence internationale sur le changement climatique organisée par le Heartland Institute, un think-tank américain américain conservateur et libertarien créé en 1984 (dans l'Illinois près de Chicago) et qui a notamment travaillé avec Philip Morris pour mettre en doute ou nier les risques pour la santé des fumeurs passifs et s'opposer aux interdictions de fumer dans les lieux publics. [2] [3]: 233-34 [4] avant de devenir l'un des principaux partisans du déni du changement climatique, en refusant le consensus scientifique sur la crise climatique, et affirmant que les politiques en faveur du climat nuiraient à l'économie.
Quelques mois plus tard (automne 2009) il publie The Real Global Warming Disaster (devenu son ouvrage le plus vendu depuis) où il affirme qu’il n’existe pas de consensus sur le changement climatique, et postule que les mesures prises par les gouvernements pour lutter contre le changement climatique « deviendront l'une des plus coûteuses, destructrices et erreurs stupides que la race humaine ait jamais faites ». Ce livre a été caractérisé par Philip Ball (dans The Observer) comme « le manuel définitif des climatosceptiques », dans lequel « il a arrondi à peu près toutes les critiques jamais faites de la vision scientifique majoritaire que le réchauffement climatique, probablement causé par l'activité humaine ». P. Ball poursuit en notant que le point de vue de Booker oblige le lecteur à croire que : « 1) La plupart des climatologues du monde, pour des raisons non spécifiées, ont décidé de créer un mythe sur les changements climatiques anthropiques (issus des activités humaines) et ont réussi à tordre une infinité de données et de modèles informatiques pour les adapter à leur cas, sans que le reste de la communauté scientifique ne s'en aperçoive ; mais Gorge W. Bush et certaines compagnies pétrolières ont, cependant, elles distingué la tromperie. 2) Les scientifiques sont incompétents et ont grossièrement et mal interprété leurs données ainsi que leurs modèles (…) ».
Le mois suivant (décembre 2009) Christopher Booker publie avec Richard North un nouvel article dans The Sunday Telegraph où ils mettent en question la probité intellectuelle de Rajendra Pachauri (alors président du Groupe d'experts intergouvernemental sur l'évolution du climat) en laissant entendre qu’il pourrait utiliser sa position à des fins personnelles,,, laissant entendre dans le sous-titre de l’article que celui qu'il nomme « gourou de l'ONU » (R Pachauri, président du GIEC) aurait pu faire fortune en lien avec des compagnies exploitant le marché du carbone, une fortune se comptant en millions de dollars selon l’article avant de répéter ces insinuations dans un article de The Telegraph peu après (janvier 2010).

Le 21 août 2010, The Daily Telegraph, poursuivi pour diffamation a finalement présenté des excuses publiques et a supprimé l'article de décembre de son site Web. Le Dr Pachauri a de son côté qualifié les déclarations portées à son encontre de « nouvelle tentative des climato-sceptiques de discréditer le GIEC ». Selon un rapport de KPMG sur les revenus du président du GIEC conclura que les accusations de Booker étaient fausses.
Dans le journal The Guardian, en 2011 Georges Monbiot lui reproche de faire de nombreuses approximations, omissions, erreurs ou assertions de contre-vérités dans ses articles et au journal de laisser publier des articles aux contenus entachés d’erreurs, sans les avoir vérifiés.

## Publications

### En anglais
- The Neophiliacs: A Study of the Revolution in English Life in the Fifties and Sixties (1969).
- Goodbye London (écrit avec la fille de John Betjeman, Candida Lycett Green) (1979).
- The Seventies: Portrait Of A Decade (1980).
- The Games War: A Moscow Journal (1981).
- The Mad Officials: How The Bureaucrats Are Strangling Britain (avec Richard North, 1994).
- The Castle of Lies: Why Britain Must get Out of Europe (avec Richard North, 1996).
- A Looking-Glass Tragedy. The Controversy Over The Repatriations From Austria in 1945, Londres, Royaume-Uni, Gerald Duckworth & Co Ltd, First Edition (1997).
- The Great Deception: Can the European Union Survive ? (avec Richard North, 2003), Londres : Continuum Publishing.
- The Seven Basic Plots: Why We Tell Stories (2005).
- Scared To Death: From BSE To Global Warming, Why Scares Are Costing Us The Earth (avec Richard North, 2007), Londres : Continuum.  (ISBN 0-8264-8614-2).
- Climategate to Cancun: The Real Global Warming Disaster Continues... (avec Richard North, 2010), Londres : Continuum.
- The Real Global Warming Disaster, éd. Continuum International Publishing Group Ltd, 2009  (ISBN 1-4411-1052-6)